# Blepephaeus annulatus
Blepephaeus annulatus är en skalbaggsart som beskrevs av Stefan von Breuning 1936. Blepephaeus annulatus ingår i släktet Blepephaeus och familjen långhorningar. Inga underarter finns listade.